# The Courage of Silence
The Courage of Silence er en amerikansk stumfilm fra 1917 af William P.S. Earle.

## Medvirkende
- Alice Joyce som Mercedes
- Harry T. Morey som Bradley
- Willie Johnson som Bobby
- Mildred May
- Clio Ayres som Alice